# João Pedro Araújo Correia
João Pedro Araújo Correia (sinh ngày 5 tháng 9 năm 1996) là một cầu thủ bóng đá người Bồ Đào Nha thi đấu cho Vitória Guimarães B, ở vị trí tiền đạo.

## Sự nghiệp bóng đá
Vào ngày 8 tháng 8 năm 2015, Correia có màn ra mắt cho Vitória Guimarães B trong trận đấu tại Giải bóng đá hạng nhất quốc gia Bồ Đào Nha 2015–16 trước Santa Clara.